# Diocesi di Gargara
La diocesi di Gargara (in latino Dioecesis Gargarena) è una sede soppressa del patriarcato di Costantinopoli e una sede titolare della Chiesa cattolica.

## Storia
Gargara, identificabile con Ineh (Akrili) nell'odierna Turchia, è un'antica sede episcopale della provincia romana di Asia nella diocesi civile omonima. Faceva parte del patriarcato di Costantinopoli ed era suffraganea dell'arcidiocesi di Efeso.
La diocesi è documentata nelle Notitiae Episcopatuum del patriarcato di Costantinopoli fino al XII secolo.
Diversi sono i vescovi conosciuti di questa antica diocesi. Il primo è Giovanni, che sottoscrisse la petizione inviata dal sinodo di Costantinopoli il 20 luglio 518 al patriarca Giovanni perché rompesse le sue relazioni con Severo di Antiochia e ristabilisse la fede di Calcedonia. Teodoro partecipò al secondo concilio di Costantinopoli nel 553. Efraim partecipò al concilio di Costantinopoli dell'879-880 che riabilitò il patriarca Fozio di Costantinopoli.
Si conosce poi l'esistenza di due vescovi anonimi: negli atti greci dei santi Davide, Simeone e Giorgio si accenna ad un vescovo di Gargara vissuto nell'anno 761; al secondo concilio di Nicea del 787 la diocesi era rappresentata da un locum tenens, Niceforo, o perché il vescovo era assente per motivi sconosciuti, oppure perché la sede era vacante. Nel XII secolo si conosce il nome del vescovo Giorgio, che prese parte al sinodo celebrato ad Efeso nel 1167.
Dal XIX secolo Gargara è annoverata tra le sedi vescovili titolari della Chiesa cattolica; la sede è vacante dal 12 febbraio 1964.

## Cronotassi

### Vescovi greci
- Giovanni † (menzionato nel 518)
- Teodoro † (menzionato nel 553)
- Anonimo † (menzionato nel 761)
- Anonimo † (menzionato nel 787)
- Efraim † (menzionato nell'879)
- Giorgio † (menzionato nel 1167)[8]

### Vescovi titolari
- Johannes Biermans, M.H.M. † (24 aprile 1912 - 24 gennaio 1941 deceduto)[9]
- Joseph Calasanz Fließer (Fliesser) † (19 marzo 1941 - 11 maggio 1946 nominato vescovo di Linz)[10]
- Gabriel Ganni † (19 marzo 1956 - 12 febbraio 1964 succeduto eparca di Beirut dei Caldei)[11]